# Döden i grytan (2010)
Döden i grytan är en populärvetenskaplig bok från 2010 skriven av Mats-Eric Nilsson och Henrik Ennart, utgiven på förlaget Ordfront. Boken riktar kraftig kritik mot de regler som bland annat EU och Livsmedelsverket sätter upp, vilka gynnar storindustrier men mer eller mindre omöjliggör för småtillverkare och lokala slaktare och mejerier att bedriva sin verksamhet. 
Exempel på praktikfall som tas upp är Frälsningssoldater som förbjudits sälja hembakta bullar till välgörenhet, Förskolor som förbjuder barnen att vistas i köken och ibland till och med bre sina egna smörgåsar, och inte minst Korvmojjen som förbjöds göra eget potatismos på grund av den extrema fara som potatisens jord innebär om man tar in den i sitt kök, istället rekommenderades ägarna att använda sig av det kliniskt rena pulvermoset som processats fram i den kliniskt rena industrin.
Boken redogör dels för regler som styr storkök, och tar även upp historiken bakom råvarorna som används – exempelvis behandlas ämnen som hur kycklingar avlats fram för att växa så mycket som möjligt på så kort tid som möjligt och samtidigt ge så mycket kött som möjligt, och hur lokala små svinfarmar i Polen fått stänga då dessa inte nått upp till EU:s hygienkrav, till förmån för gigantiska amerikanska farmar som öppnat upp där med tusentals djur i varje stia – så stor omfattning av djur att medicinering måste ske kollektivt för att förebygga spridning av bakterier, med följden att flera djur utvecklat resistens mot antibiotika.